# Henri Valentin
Pour les articles homonymes, voir Valentin.
Henri Valentin, né le 10 janvier 1820 à Allarmont et mort le 11 août 1855 à Strasbourg, est un dessinateur et graveur français ayant collaboré aux journaux Le Magasin pittoresque et L'Illustration.

## Un artiste originaire des Vosges
Fils d'un maître d'école d’Allarmont, Henri Valentin fait des études secondaires au petit séminaire de Senaide puis à celui de Châtel-sur-Moselle avant de rejoindre fin 1837 une classe de philosophie au grand séminaire de Saint Dié. Dans cette ville, il rencontre Édouard de Mirbeck, artiste peintre et professeur au collège de la ville, qui l’encourage à poursuivre ses activités de dessinateur et lui conseille de rejoindre Paris.
Monté à Paris en 1839, il devient typographe et maître d'écriture. Il rencontre Charles Philipon qui l'engage dans sa maison d'édition.

## Illustrateur
Il collabore à la revue hebdomadaire Le Magasin pittoresque comme illustrateur. On lui doit, entre autres, les illustrations de la nouvelle Le sagar des Vosges des numéros de 1853, dont l'action se déroule dans les Hautes-Vosges.
En 1848, il entre à L'Illustration, dont il devient le principal collaborateur artistique. Il fournit à l’hebdomadaire plus de mille dessins d'actualité qui sont gravés sur bois avant leur impression. Il se déplace sur le lieu des évènements, en province et à Paris. L'Illustration s'est attaché « les meilleurs dessinateurs du moment, Henri Valentin, Édouard-Antoine Renard, Gavarni, Janet-Lange, Cham et bien d’autres. » Il confie, en 1852, une série de dessins sur la vie dans les Vosges à L'Illustration.
Selon le conservateur Jacques Foucart, son style est proche de celui de Paul Gavarni (1804-1866), autre collaborateur de L'Illustration.
Il fréquente les écrivains Edmond et Jules de Goncourt, le photographe Nadar ainsi que le marchand de tableaux Jules Gaston de Peyrelongue. Henri Valentin est portraituré par les frères Goncourt dans leur roman Les Hommes de lettres sous le nom de Giroust : Giroust, « dans un costume de paysan badois, semblait un poussah sur lequel on aurait passé une paire de bretelles. »
Il effectue également des voyages à l’étranger en 1846 en Espagne, puis en 1850 en Algérie. Lors de ce voyage de six mois, il contracte une grave maladie. En 1854, il retourne en Espagne. Il meurt, à l’âge de 35 ans, à Strasbourg, le 11 août 1855, sur le chemin de Baden-Baden, où il voulait faire une cure. Il est enterré à Allarmont.

## Hommages
La rue principale d’Allarmont porte son nom.

## Illustrations

### Œuvres
- Une grande toile représentant Saint Léonard est exposée dans l’église d'Allarmont, dont le saint est le patron (peinture à l'huile, 1852).
- Le Musée Pierre-Noël de Saint-Dié-des-Vosges (ou Musée de la Vie dans les Hautes Vosges Histoire et Art (Saint-Dié-des-Vosges) expose des œuvres d’Henri Valentin.
- Plusieurs dessins sont reproduits sur le site Internet de la mairie d'Allarmont

### Galerie

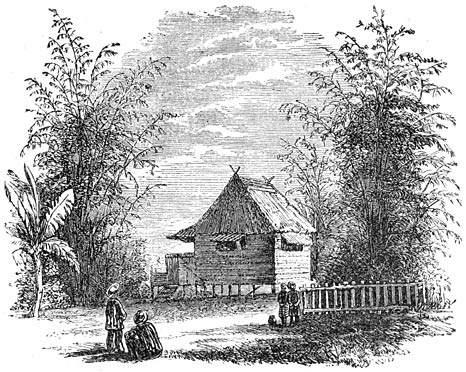
Case indienne (1855).
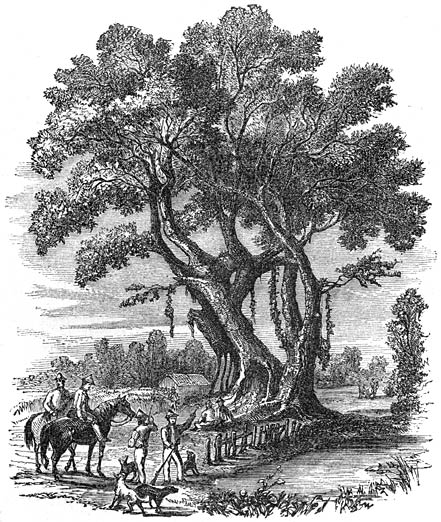
Rendez-vous de chasse à Jala-Jala (1855).
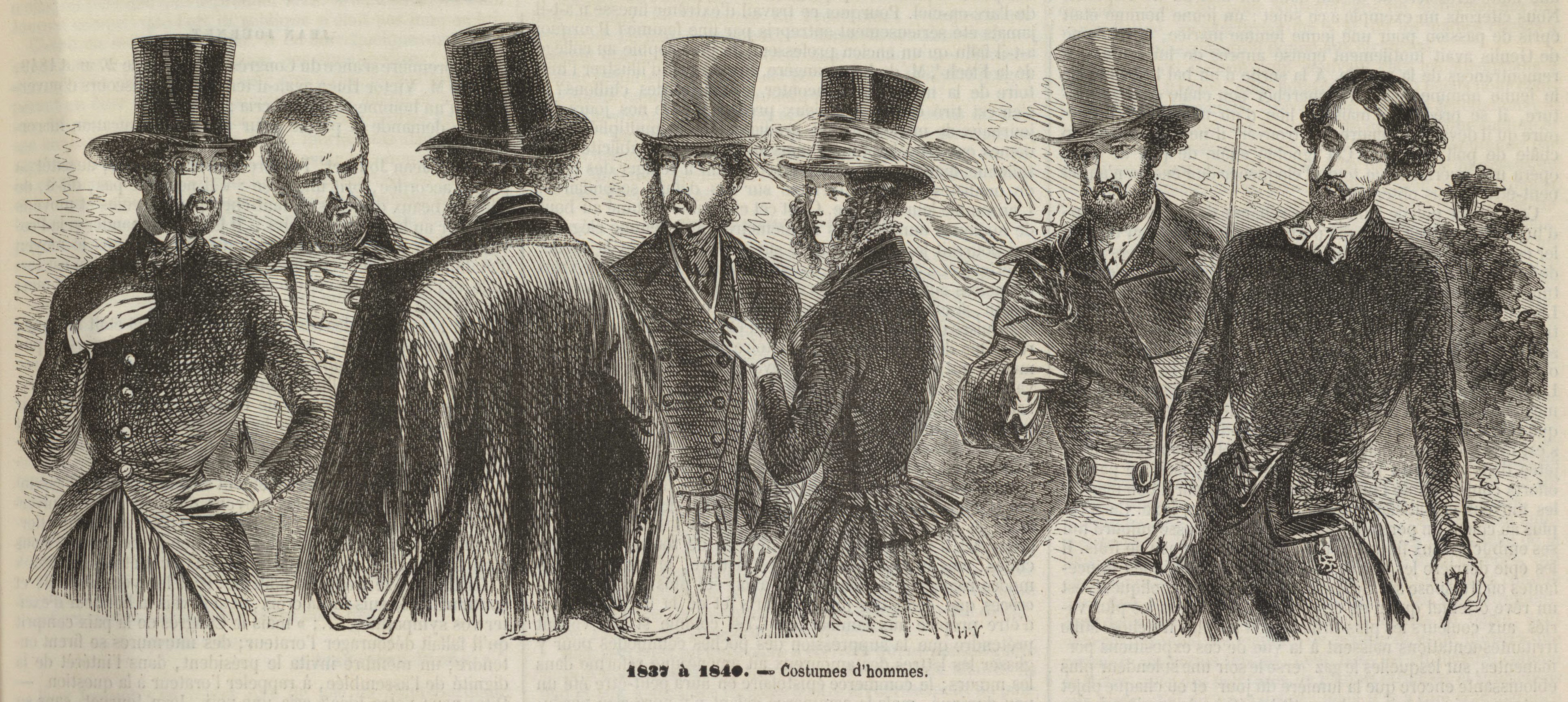
Esquisse d'une histoire de la mode depuis un siècle - Tenues d'hommes (1830-1848).
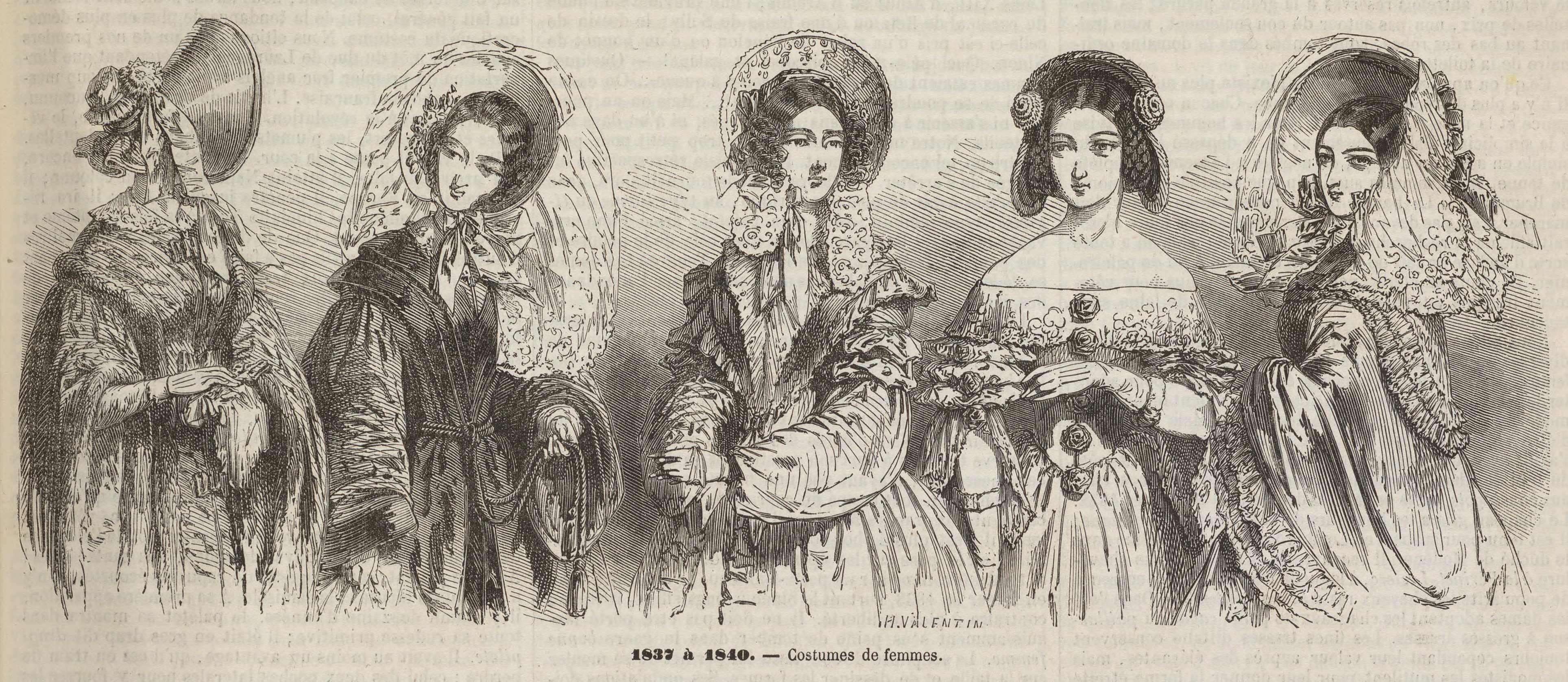
Esquisse d'une histoire de la mode depuis un siècle - Tenues de femmes (1830-1848).
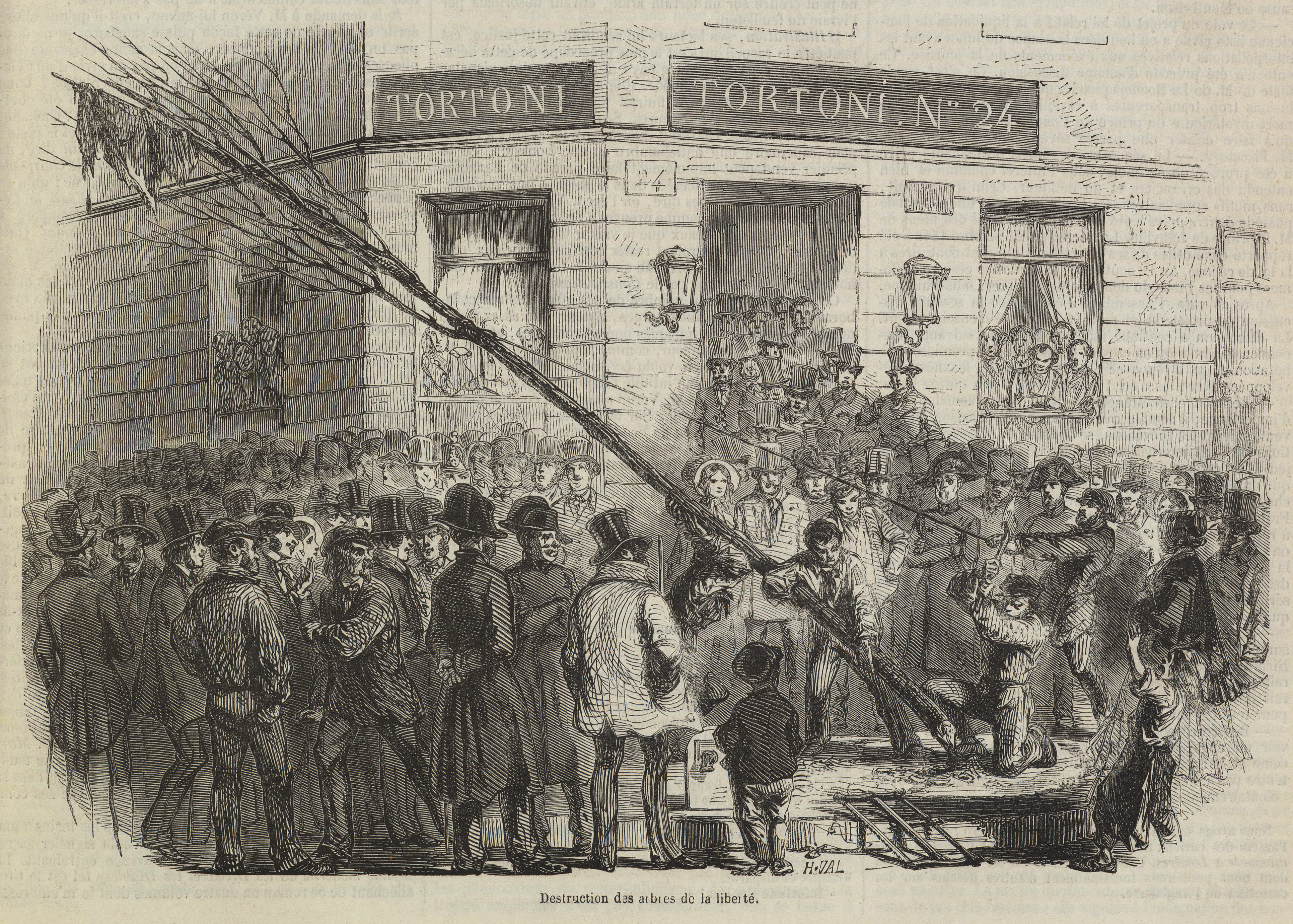
Destruction des arbres de la liberté, 1850.